# Meinhard Stark
Meinhard Stark (* 1955 in Staßfurt) ist ein aus der DDR stammender Pädagoge, Publizist und Historiker mit dem Arbeitsschwerpunkt GULag, sowjetische Straflager und deren Häftlinge.

## Leben
Meinhard Stark wurde in Staßfurt geboren und wuchs in Jessen auf, wo er die erweiterte Oberschule besuchte und sein Abitur ablegte. Es folgte ein dreijähriger Wehrdienst bei der NVA als Offizier auf Zeit. 1980 schloss er sein 1976 an der Pädagogischen Hochschule Dresden begonnenes Studium mit dem Diplom als Lehrer für Geschichte ab. Nach dem Absolventeneinsatz an einer Schule bei Leipzig war Meinhard Stark von 1982 bis 1989 am Pionierpalast „Ernst Thälmann“ in Berlin pädagogisch tätig.
Von 1989 bis 1994 forschte er als Doktorand am Institut für Kulturwissenschaft der Humboldt-Universität zu Berlin und promovierte 1994 magna cum laude mit der Arbeit Deutsche Frauen des GULag. Eine lebens- und zeitgeschichtliche Befragung. Betreut wurde sie von Dietrich Mühlberg, Humboldt-Universität und Lutz Niethammer, Friedrich-Schiller-Universität Jena. Februar bis Mai 1994 verbrachte Meinhard Stark als Visiting Scholar an der University of Michigan, Center for Russian and East European Studies, Ann Arbor. Ermöglicht wurde der Aufenthalt durch den German Marshall Fund of the United States. 1993 begann Meinhard Stark sein Wirken als freiberuflich tätiger Publizist und arbeitete vor allem für öffentlich-rechtliche Medien. Bereits im Jahr 1990 war Meinhard Stark Mitglied der zunächst Ostberliner, dann Berlin-Brandenburgischen Geschichtswerkstatt e.V. geworden.
Parallel zu den Projekten der Geschichtswerkstatt und der journalistischen Tätigkeit entwickelte Meinhard Stark seine wissenschaftlichen Forschungen zum Thema GULag weiter. Mit Förderung der Volkswagenstiftung gelang es ihm, von 1997 bis 2000 an der Universität Heidelberg sein Projekt Frauen im GULag. Alltag und Überleben. 1936 bis 1956 zu realisieren. Von 2001 bis 2004 forschte Meinhard Stark gemeinsam mit Wladislaw Hedeler an der Universität Bonn, Abteilung für Osteuropäische Geschichte, zum Thema Das Karagandinsker Besserungsarbeitslager 1931 bis 1957. Die Leitung dieses, von der Deutschen Forschungsgemeinschaft (DFG) geförderten Projektes hatte Dittmar Dahlmann inne, mit dem Stark seit 1995 wissenschaftlich verbunden war.
Anschließend widmete er sich dem Folgeleben ehemaliger GULag-Häftlinge und realisierte an der Forschungsstelle Osteuropa der Universität Bremen bzw. der Universität Bonn von 2006 bis 2009 das Projekt Nach dem GULag. Folgeleben und Lebensumstände von ehemaligen GULag-Häftlingen nach der Entlassung im internationalen Vergleich. Zwischen 2010 und 2013 arbeitete Meinhard Stark an der Abteilung für Osteuropäische Geschichte der Bonner Universität zum Thema GULag-Kinder – Vergessene Opfer. Repression von Kindern und Jugendlichen während des kommunistischen Terrors 1936 bis 1956 und ihr Folgeleben in internationaler Dimension.
Die Sicherung und Digitalisierung seines GULag-Archivs mit mehr als 300 biographischen Interviews sowie Berichten, Fotos und anderen Überlieferungen ehemaliger GULag-Häftlinge bzw. deren Angehöriger und Übergabe an die Bundesstiftung zur Aufarbeitung der SED-Diktatur in Berlin waren von 2013 bis 2015 der Schwerpunkt seiner historiografischen und publizistischen Tätigkeit. Seit dieser Zeit steht das GULag-Archiv der Bundesstiftung der wissenschaftlichen Forschung wie der Bildungsarbeit zur Verfügung.
Von 2015 bis 2018 realisierte Stark ein Forschungs- und Editionsprojekt zum Thema GULag-Briefe. Dafür sammelte er annähernd Tausend unveröffentlichte Briefe von einstigen GULag-Häftlingen aus Russland, Polen, Litauen, Kasachstan und Deutschland. Seit 2018 ist Meinhard Stark mit der Recherche und Produktion von biographischen Podcasts über GULag-Häftlinge und GULag-Kinder sowie von Dokumentar-Features zu verschiedenen Themen biographischer Erfahrungen in sowjetischen Haftlagern für die Bundesstiftung Aufarbeitung befasst.
Meinhard Stark ist seit 1980 verheiratet und hat zwei erwachsene Kinder sowie Enkel.

## Werke

### Bücher und Aufsätze (Auswahl)
- 1991: Wenn Du willst Deine Ruhe haben, schweige. Deutsche Frauenbiographien des Stalinismus, Essen, Klartext.
- 1993: Das Trauma erinnern. Biographische Erfahrungen von in der Sowjetunion verfolgten deutschen Emigrantinnen im Umgang mit ihren Lebensgeschichten, in: Geschichte – Klasse – Ethnizität, hrsg. von Gabriella Hauch, Wien, Zürich, Europaverlag, S. 143–155.
- 1995: Opfer des Stalinismus. Verfolgte Generationen, in: Biographien in Deutschland, hrsg. von Wolfram Fischer-Rosenthal und Peter Alheit, Opladen, Westdeutscher Verlag, S. 398–416.
- 1995: Nun hängen die Schreie mir an … HALBE – Ein Friedhof und seine Toten, hrsg. zusammen mit Herbert Pietsch, Rainer Potratz, Berlin, Edition Hentrich.
- 1996: Deutsche Frauen im GULag. Individuelle Erfahrungen und Verhaltensformen im Haftalltag, in: Strategie des Überlebens. Häftlingsgesellschaften im KZ und GULAG, hrsg. von Robert Streibel und Hans Schafranek, Picus, Wien, S. 168–205.
- 1998: Kinder deutscher Exilanten in der UdSSR. Das Tagebuch der Sonja Horstmann und andere Überlieferungen, in: Mit den Augen eines Kindes. Children in the Holocaust, Children in Exile, Children under Fascism, hrsg. von Viktoria Hertling, Amsterdam, Atlanta, Rodopi, S. 123–142.
- 1999: Ich muss sagen, wie es war. Deutsche Frauen des GULag, Metropol Verlag, Berlin.
- 1999: Deutsche Frauen im GULag. Der subjektive Horizont: Interviews mit Überlebenden, in: Lager und Zwangsarbeit. Dimension der Massenvernichtung in der Sowjetunion und Deutschland, hrsg. von Dittmar Dahlmann und Gerhard Hirschfeld, Klartext, Essen, S. 317–336.
- 2001: Adelige Rückkehrer im Land Brandenburg. Ihr heutiges Engagement und das Wirken ihrer Vorfahren 1806–2000, Metropol Verlag, Berlin.
- 2003: La popolazione femminile nel GULag. Struttura e gerarchia, in: L’umanita offesa. Stermini e memoria nell’ Europa del Novecento, a cura di Gustavo Corni, Gerhard Hirschfeld, Mulino, Bologna, S. 297–339.
- 2003: Frauen im GULag. Alltag und Überleben. 1936 bis 1956, Carl Hanser Verlag, München/Wien.
- 2004: Les entretiens avec des survivants du Goulag. Expériences, méthodes, problèmes in: Mémoires du Goulag. Déportés politiques européens en URSS, hrsg. von Anne-Marie Pailhès, Le manuscrit, Paris, S. 85–95.
- 2008: Das Grab in der Steppe. Leben im GULag. Die Geschichte eines sowjetischen Besserungsarbeitslagers 1930–1959, gemeinsam mit Wladislaw Hedeler, Schöningh, Paderborn/München/Wien/Zürich.
- 2010: Die Gezeichneten. GULag-Häftlinge nach der Entlassung, Metropol Verlag, Berlin.
- 2013: Das Karlag. Ursprung und Funktionswandel eines sowjetischen Besserungsarbeitslagers 1930 bis 1945, in: Lager vor Auschwitz. Gewalt und Integration im 20. Jahrhundert, hrsg. von Christoph Jahr und Jens Thiel, Metropol Verlag, Berlin, S. 234–249.
- 2013: GULag-Kinder. Die vergessenen Opfer, Metropol Verlag, Berlin.
- 2014: Frauen und Kinder im Gulag. In: Julia Landau, Irina Scherbakowa (Hrsg.): Gulag. Texte und Dokumente 1929–1956, Wallstein Verlag, Göttingen, S. 118–127.
- 2014: Der GULag. Umrisse eines Archipels. In: Eingesperrt und ausgeschlossen. Der GULag und das “Jahrhundert der Lager”, Schwerin, S. 58–74.
- 2019: Diese Zeilen sind mein ganzes Leben ... Briefe aus dem GULag. Mit unveröffentlichten Lagerbriefen von Jewgenia Ginsburg (Hrsg.), Metropol Verlag, Berlin.

### Hörfunk-Features (Auswahl)
- 1993: Emma Thomm. Tagebuch aus sowjetischer Emigration, Deutschlandsender Kultur
- 1993: Käte Lorscheidt: „Feindin des Volkes“ – Im Netz von Stalins Geiheimpolizei, RIAS 1993
- 1994: Hedwig Remmele – Operative Personenkontrolle Ideologie, Deutschlandsender Kultur
- 1995: Sonjas Tagebuch – Aufzeichnungen aus der sowjetischen Emigration 1941–1945, ORB
- 1996: Akteneinsicht – Eine deutsche Familie in Stalins Sowjetunion, ORB
- 1997: Niemand wird erfahren, wie ich dieses Jahr durchlebt habe – Der zweite Moskauer Schauprozess 1937, Deutschlandradio Kultur
- 2000: Ich erkenne nur Gottes Gericht an – Religiöse Frauen im GULag, Deutschlandradio Kultur
- 2000: Ich muss sagen, wie es war – Eine Lange Nacht über Frauen im GULag, Deutschlandradio Kultur und Deutschlandfunk, 9./10. September
- 2001: Abends bei Stalin. Georgi Dimitroff – Die Tagebücher 1933 bis 1945, Deutschlandsender Kultur
- 2001: Ich habe Angst, mich zu erinnern – Gespräche mit GULag-Frauen, SFB/ORB
- 2003: Als Stalin starb – Eine Trauerfeier, ein Häftling, ein Funktionär, SFB/ORB
- 2004: Das Grab in der Steppe. Ein sowjetisches Arbeitslager in Kasachstan, Deutschlandradio Kultur
- 2005: Sippenhaft. Die Kinder der Stalinopfer, BR
- 2006: Die Geheimrede – Die Stalinkritik Chruschtschows von 1956 und ihre Wirkungen im Osten, MDR
- 2006: Jugendkultur in Deutschland, 1950–2010: Die Halbstarken, RBB/Radio Bremen
- 2007: Leben nach dem GULag. Neue biographische Forschungen an der Universität Bremen, Deutschlandradio
- 2008: Jugendkultur im Deutschland der 1960er Jahre: Woodstock war fast überall, RBB/DFL/Radio Bremen
- 2009: Jugendkultur im Deutschland der 1970er Jahre: Von Fehmarn nach Erfurt-City, RBB/DFL/Radio Bremen
- 2010: Jugendkultur im Deutschland der 1980er Jahre: Zwischen Protest und Pessimismus, RBB/DFL/Radio Bremen
- 2011: Jugendkultur im Deutschland der 1990er Jahre: Spaß statt Zukunft, RBB/DLF
- 2012: Jugendkultur in Deutschland nach dem Millennium: Generation online, RBB/DLF
- 2012: Geweint hat sie nie – Susanne Leonhard und ihr Sohn Wolfgang, Deutschlandfunk
- 2014: Ich träume noch immer vom Lager ... – Eine Lange Nacht über GULag-Frauen und ihre Kinder, Deutschlandradio Kultur und Deutschlandfunk, 23./24. August
- 2016: Bedroht, verjagt und doch wieder aufgestanden. Charlotte und Jerry Kahn. Zwei deutsche Juden in Amerika, RBB

### Filme und Ausstellungen
- 1993: Karaganda von Christiane Rittner, Produktion: Christiane Rittner Filmproduktion Hamburg (basiert auf dem Buch Wenn Du willst Deine Ruhe haben, schweige)
- 1995/1996: Nun hängen die Schreie mir an ... HALBE – Ein Friedhof und seine Toten, Ausstellung der Berlin-Brandenburgischen Geschichtswerkstatt e.V. am Waldfriedhof Halbe
- 1999/2000: Adelige Rückkehrer im Land Brandenburg. Ihr heutiges Engagement und das Wirken ihrer Vorfahren 1806–2000, Ausstellung der Berlin-Brandenburgischen Geschichtswerkstatt e.V.
- 2008: Gefangen in der Hungersteppe von Achim Engelberg und Günter Heinzel (als Berater), Produktion: NFP media rights GmbH & Co. KG im Auftrag des MDR Fernsehens